# Pau Torres
Pau Francisco Torres (Villarreal, 16. siječnja 1997.) španjolski je nogometaš koji igra na poziciji centralnog beka. Trenutačno igra za Aston Villu.

## Klupska karijera
Tijekom svoje omladinske karijere igrao je za omladinske uzraste Villarreala. Za rezervnu selekciju, Villarreal B, debitirao je 21. kolovoza 2016. u utakmici Segunda Divisióna B protiv kluba UE Cornellà koju je Villarreal B izgubio 1:0. Svoj prvi gol za rezervnu selekciju zabio je 8. listopada 2016. u utakmici protiv CF Badalone koja je završila 2:2.
Za Villarreal je debitirao 20. prosinca 2016. u utakmici šesnaestine finala Kupa Kralja protiv CD Toleda (1:1) ušavši kao zamjena te je time postao prvi igrač koji je zaigrao za Villarreal te da je rođen u istoimenom gradu nakon 13 godina.
U La Ligi debitirao je 26. studenog 2017. u utakmici protiv Seville koju je Sevilla dobila 3:2. Deset dana kasnije debitirao je u UEFA Europskoj ligi u porazu od Maccabi Tel-Aviva.
Dana 6. kolovoza 2018. Torres je poslan na jednogodišnju posudbu u Málagu. Torres je te sezone propustio samo četiri utakmice Segunda Divisióna te je s klubom izborio doigravanje za promociju u La Ligu, nakon kojeg ga je matični klub vratio s posudbe.
Dana 5. listopada 2019. zabio je svoj prvi gol za Villarreal i to u 2:1 porazu od CA Osasune. S Villarrealom je osvojio UEFA Europsku liga 2020./21.
Torres je 12. srpnja 2023. prešao u Aston Villu za navodni iznos od 31,5 milijuna funti.

## Reprezentativna karijera
Za Španjolsku je debitirao te postigao svoj prvi gol 15. studenog 2019. u utakmici protiv Malte koju je Španjolska dobila 7:0. Dani Olmo također je debitirao i zabio svoj prvi gol za Španjolsku na toj utakmici te je tako Španjolska prvi put nakon 30 godina imala dva igrača koji su zabili na svojim debijima.
Bio je dio španjolske momčadi koja je na Europskom prvenstvu 2020. ispala u polufinalu od Italije.  Sa Španjolskom je osvojio srebrenu medalju na Olimpijskim igrama 2020. Također je bio dio španjolske momčadi na Svjetskom prvenstvu 2022.

### Pogodci za reprezentaciju
Zadnji put ažurirano 4. travnja 2021.
| #  | Datum              | Mjesto                                       | Nastup | Protivnik | Pogodak | Rezultat | Natjecanje                  |
| -- | ------------------ | -------------------------------------------- | ------ | --------- | ------- | -------- | --------------------------- |
| 1. | 15. studenog 2019. | Estadio Ramón de Carranza, Cádiz, Španjolska | 1.     | Malta     | 3:0     | 7:0      | Kvalifikacije za EURO 2020. |

## Priznanja

### Individualna
- Član momčadi sezone UEFA Europske lige: 2020./21.[18]

### Klupska
Villarreal
- UEFA Europska liga: 2020./21.[10]

### Reprezentativna
Španjolska do 23 godine
- Olimpijske igre (srebro): 2020.

## Vanjske poveznice
- Profil  Arhivirana inačica izvorne stranice od 17. studenoga 2020. (Wayback Machine), Villarreal
- Profil, BDFutbol (engl.)
- Pau Torres, LaPreferente.com  (šp.)
- Pau Torres, National-Football-Teams.com‎ (engl.)